# Министерство образования и науки Российской Федерации
Министе́рство образования и нау́ки Росси́йской Федера́ции — федеральный орган исполнительной власти России, действовавший в 2004—2018 годах и осуществлявший функции по выработке государственной политики и нормативно-правовому регулированию в сфере образования, научной, научно-технической и инновационной деятельности, развития федеральных центров науки и высоких технологий, государственных научных центров и наукоградов, интеллектуальной собственности, а также в сфере молодёжной политики, воспитания, опеки и попечительства, социальной поддержки и социальной защиты обучающихся и воспитанников образовательных учреждений.
Прекратило существование в связи с разделением на два ведомства: Министерство просвещения Российской Федерации и Министерство науки и высшего образования Российской Федерации. Сокращение «Минобрнауки» после разделения стало относиться к Министерству науки и высшего образования.

## История

### Инстанции-предшественники
Министерство образования и науки Российской Федерации (Минобрнауки России) было учреждено в 2004 году. Оно явилось правопреемником Министерства образования Российской Федерации, преобразованного в 1999 году из Министерства общего и профессионального образования Российской Федерации (1996—1999), в свою очередь созданного из двух ведомств: до 1996 года начальным и средним (в том числе средним специальным и профессионально-техническим) образованием управляло Министерство образования Российской Федерации (1991—1996), а высшим и послевузовским образованием и наукой — Государственный комитет Российской Федерации по высшему образованию (1993—1996) и Министерство науки, высшей школы и технической политики Российской Федерации (1991—1993). Минобрнауки России унаследовало также некоторые задачи Министерства промышленности, науки и технологий Российской Федерации.
Вышеупомянутое Министерство науки, высшей школы и технической политики было реорганизовано (путём передачи ему вопросов высшей школы от Министерства образования) из просуществовавшего лишь две недели в ноябре 1991 года Министерства науки и технической политики РСФСР, которое объединило ведомства СССР и РСФСР: Государственный комитет РСФСР по делам науки и высшей школы, Государственный комитет СССР по науке и технологиям. Министерство образования РСФСР (позже Российской Федерации), созданное в 1988 году (при объединении Министерства просвещения РСФСР и Государственного комитета РСФСР по профессионально-техническому образованию), при распаде СССР в 1991 году стало правопреемником Государственного комитета СССР по народному образованию (1988—1991), образованного в результате слияния трёх министерств СССР:
- Министерство высшего и среднего специального образования СССР (Минвуз СССР)
- Министерство просвещения СССР
- Министерство профессионально-технического образования СССР.

Более давняя история управляющих инстанций России в сфере образования и науки берёт своё начало с 8 сентября 1802 года — от момента создания Министерства народного просвещения Российской империи. Несколько лет (1817—1824) оно именовалось Министерством духовных дел и народного просвещения, ввиду присоединения Главного управления духовных дел иностранных исповеданий. После Октябрьской революции в ноябре 1917 года это министерство переименовали в Государственную комиссию по народному просвещению, а в 1918 году — в Народный комиссариат просвещения РСФСР (Наркомпрос РСФСР). Последний в 1946 году был переименован в Министерство просвещения РСФСР. В 1937—1989 годах в областях существовали областные отделы народного образования (ОблОНО), в районах и городах — районные и городские отделы (РайОНО, ГорОНО).

### Создание Минобрнауки, первые назначения
Минобрнауки России образовано при формировании первого правительства Фрадкова указом Президента Российской Федерации № 314 от 9 марта 2004 года. К нему перешли функции по принятию нормативных актов упразднённого этим же указом Министерства образования Российской Федерации, а также функции по принятию нормативных актов упраздняемого Министерства промышленности, науки и технологий Российской Федерации (в сфере науки) и реорганизуемого Российского агентства по товарным знакам.
Одновременно функции по правоприменению, управлению и контролю в сферах образования, науки и интеллектуальной собственности были переданы в ведение создаваемых четырёх федеральных служб и агентств, подконтрольных министерству, — Федеральному агентству по образованию, Федеральному агентству по науке, Федеральной службе по интеллектуальной собственности, патентам и товарным знакам и Федеральной службе по надзору в сфере образования и науки.
Министром в тот же день был назначен Андрей Александрович Фурсенко, который ещё с ноября 2003 года исполнял обязанности министра промышленности, науки и технологий Российской Федерации.
Постановлением Правительства Российской Федерации № 158 от 6 апреля 2004 года была установлена численность центрального аппарата министерства — 380 человек — и адреса его размещения: улица Тверская, дом № 11/4; Брюсов переулок, дом № 21, строение 1 и 2; Чистопрудный бульвар, дом № 6 (в здании бывшего Министерства образования Российской Федерации на улице Люсиновской было размещено Федеральное агентство по образованию). Также было установлено, что центральный аппарат имеет 6 департаментов по основным направлениям деятельности, а министр имеет двух заместителей.
20 мая 2004 года подведомственное министерству Федеральное агентство по науке было переименовано в Федеральное агентство по науке и инновациям.
15 июня 2004 года было утверждено положение о Министерстве.

### Дальнейшие организационные шаги

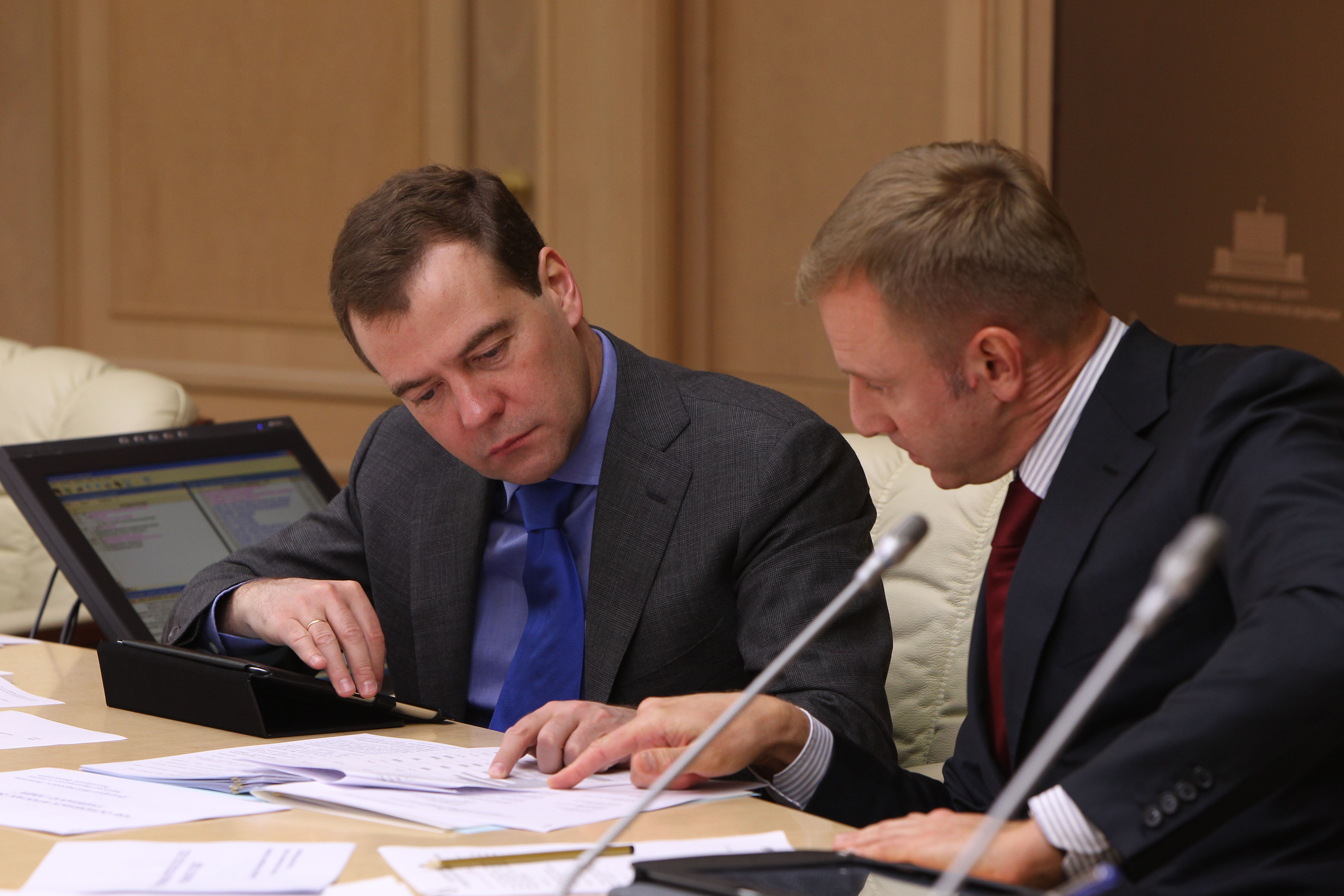
Дмитрий Ливанов и Дмитрий Медведев, июнь 2012 г.

13 августа 2005 года учреждена дополнительная должность статс-секретаря — заместителя министра.
30 ноября 2005 года количество заместителей министра увеличено до четырёх.
18 августа 2008 года количество заместителей министра было увеличено до пяти, численность центрального аппарата — до 430 человек, а количество департаментов — до семи.
15 мая 2010 года количество заместителей министра было увеличено до семи, численность центрального аппарата — до 850 человек, а количество департаментов — до восемнадцати.
29 июня 2011 года количество департаментов было увеличено до девятнадцати.
Согласно указу Президента Российской Федерации от 4 марта 2010 года (вступил в силу 10 марта) были упразднены Федеральное агентство по образованию (Рособразование) и Федеральное агентство по науке и инновациям (Роснаука) с передачей их функций непосредственно Министерству образования и науки.
Согласно указу Президента Российской Федерации от 24 мая 2011 года, Федеральная служба по интеллектуальной собственности, патентам и товарным знакам была переименована в Федеральную службу по интеллектуальной собственности и выведена из подчинения Минобрнауки России вместе с расширением круга регулируемых ею вопросов.
С 21 мая 2012 года Министерство спорта, туризма и молодёжной политики Российской Федерации было преобразовано в Министерство спорта Российской Федерации, функции же по молодёжной политике, указом Президента Российской Федерации, перешли в Министерство образования и науки Российской Федерации.

### Упразднение
Во второй половине 2010-х годов периодически озвучивалась идея разделения Минобрнауки на два ведомства: одно ответственное за образование, другое — за науку.
15 мая 2018 года Минобрнауки было разделено на два отдельных министерства — Министерство просвещения и Министерство науки и высшего образования. Рособрнадзор и Росмолодёжь перешли в управление Правительства РФ. После данной реорганизации, сокращение «Минобрнауки» не вышло из употребления, а стало официально использоваться применительно к Министерству науки и высшего образования.
Президент Российской академии наук А. М. Сергеев, а также председатель Высшей аттестационной комиссии РФ В. М. Филиппов оценили решение о создании двух министерств как актуальное и соответствующее практике развитых стран.

## Компетенция Минобрнауки России

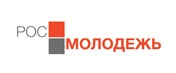
Федеральное агентство по делам молодёжи, логотип

Минобрнауки России осуществляло регулирующие функции в следующих областях:
- образование (в числе прочего, под эгидой Министерства и Федерального агентства по образованию проводилась Всероссийская олимпиада школьников [в 2007 году — по 21 предмету]; Минобрнауки России координировал вопросы реализации Приоритетного национального проекта «Образование»);
- научная, научно-техническая деятельность и инновационная деятельность в научно-технической сфере;
- нанотехнологии;
- развитие федеральных центров науки и высоких технологий;
- государственные научные центры и наукограды;
- интеллектуальная собственность;
- воспитание, опека и попечительство в отношении несовершеннолетних граждан;
- социальная поддержка и социальная защита обучающихся и воспитанников образовательных учреждений;
- молодёжная политика;
- уникальные научные стенды и установки;
- национальная исследовательская компьютерная сеть нового поколения и информационное обеспечение научной, научно-технической и инновационной деятельности.

## Руководство

### Министры
- Фурсенко, Андрей Александрович (9 марта 2004 — 21 мая 2012)
- Ливанов, Дмитрий Викторович (21 мая 2012[11] — 19 августа 2016[12])
- Васильева, Ольга Юрьевна (с 19 августа 2016[13] по 7 мая 2018; затем и. о. до 18 мая 2018[14])

### Заместители министра
- Фридлянов, Владимир Николаевич (5 апреля 2004[15] — 15 мая 2010[16])
- Свинаренко, Андрей Геннадьевич (8 апреля 2004[17] — 22 марта 2007[18])
- Ливанов, Дмитрий Викторович (19 ноября 2005[19] — 27 марта 2007[20]) — статс-секретарь
- Сентюрин, Юрий Петрович (27 апреля 2007 —11 ноября 2010; до 16 июня 2010 — статс-секретарь)
- Калина, Исаак Иосифович (11 сентября 2007 — 9 ноября 2010)
- Миклушевский, Владимир Владимирович (1 сентября 2008 — 19 октября 2010)
- Хлунов, Александр Витальевич (1 сентября 2008 — 8 февраля 2010)
- Пономарёв, Алексей Константинович (9 июня 2010[21] — 17 апреля 2012[22])
- Мазуренко, Сергей Николаевич (25 марта 2010[23] — 7 июня 2012[24])
- Биленкина, Инна Петровна (15 июня 2010[25] — 1 августа 2012[26])
- Лобанов, Иван Васильевич (16 июня 2010[27] — 28 января 2011[28]) — статс-секретарь
- Камболов, Марат Аркадьевич (12 ноября 2010[29] — 2 августа 2014[30])
- Дулинов, Максим Викторович (17 ноября 2010[31] — 9 июня 2012[32])
- Реморенко, Игорь Михайлович (3 февраля 2011[33] — 20 июля 2013[34]; до 5 июня 2012[35] — статс-секретарь)
- Климов, Александр Алексеевич (14 июня 2012[36] — 9 сентября 2016[37])
- Федюкин, Игорь Игоревич (14 июня 2012[38] — 6 июня 2013[39])
- Повалко, Александр Борисович (18 июня 2012[40] — 15 декабря 2016[41])
- Третьяк, Наталья Владимировна (18 июня 2012[42] — 8 декабря 2016[43]; до 2 августа 2013[44] — статс-секретарь, после — первый заместитель)
- Толстикова, Екатерина Андреевна (11 сентября 2014[45] — 12 ноября 2016[46])
- Переверзева, Валентина Викторовна (с 22 марта 2017[47]) — первый заместитель
- Каганов, Вениамин Шаевич (с 25 июня 2013[48])
- Огородова, Людмила Михайловна (26 августа 2013[49] — 9 января 2018[50])
- Лопатин, Алексей Владимирович (с 27 августа 2016[51] — 28 ноября 2016[52])
- Кузнецова, Ирина Владимировна (с 1 декабря 2016[53])
- Трубников, Григорий Владимирович (c 25 января 2017[54])
- Зенькович, Павел Станиславович (с 6 февраля 2017[55]) — статс-секретарь
- Синюгина, Татьяна Юрьевна (с 25 марта 2017[56])

## Структура центрального аппарата

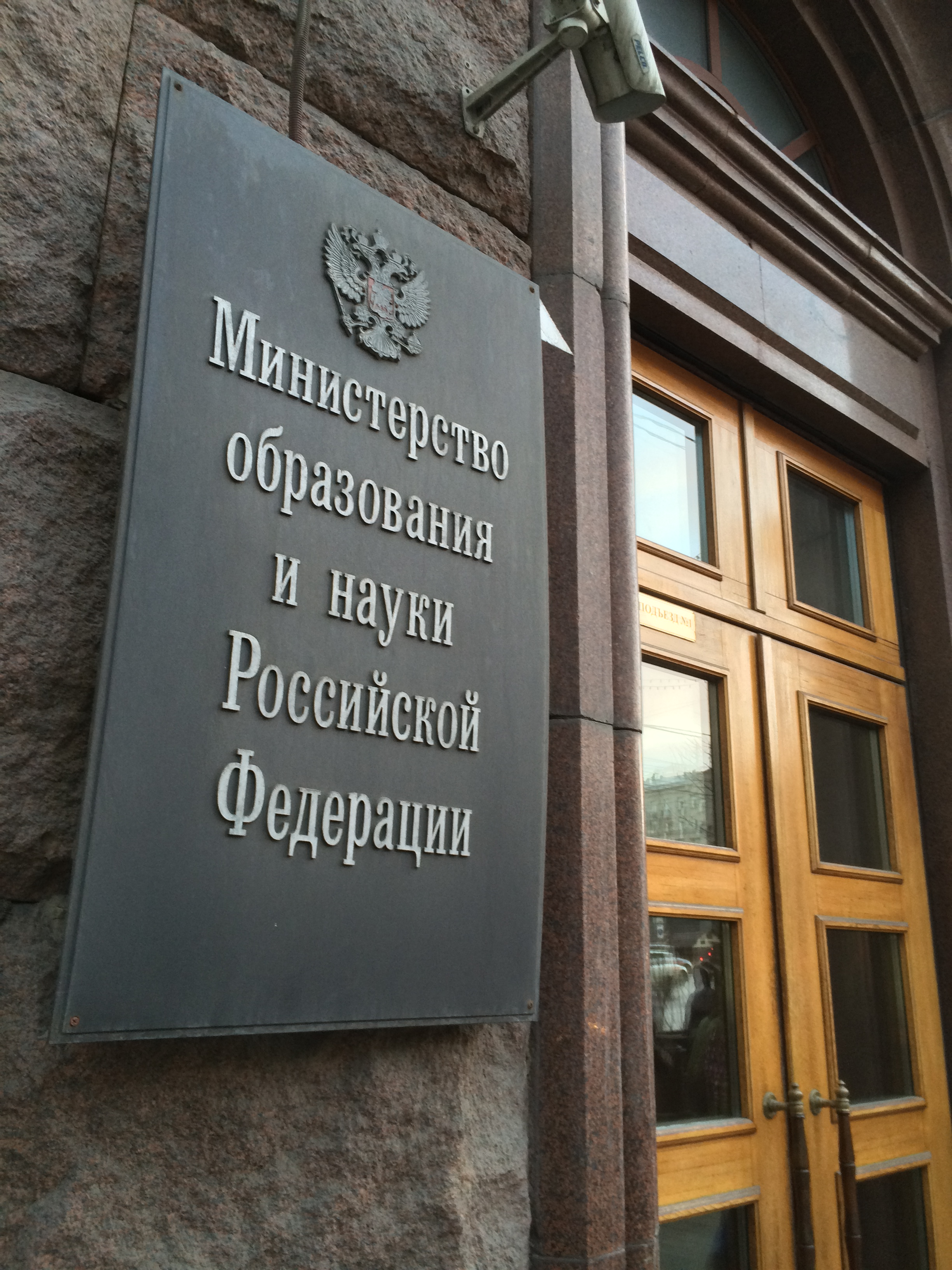

- Департамент стратегии, анализа и прогноза
- Департамент бухгалтерского учёта
- Департамент государственной политики в сфере подготовки рабочих кадров и ДПО
- Департамент государственной политики в сфере общего образования
- Департамент управления сетью подведомственных организаций
- Департамент управления делами
- Департамент государственной службы и кадров
- Международный департамент
- Департамент управления программами и конкурсных процедур
- Департамент государственной политики в сфере высшего образования
- Департамент государственной политики в сфере защиты прав детей
- Департамент государственной политики в сфере воспитания детей и молодежи
- Департамент подготовки и аттестации научных и научно-педагогических работников
- Департамент науки и технологий
- Департамент научно-технических программ
- Департамент информационной политики
- Правовой департамент
- Департамент финансов, организации бюджетного процесса, методологии и экономики образования и науки
- Департамент контрольно-ревизионной деятельности и профилактики правонарушений

## Органы власти, находившиеся в ведении Минобрнауки
сохранившиеся после упразднения Минобрнауки
- Федеральная служба по надзору в сфере образования и науки (Рособрнадзор)
- Федеральное агентство по делам молодёжи (Росмолодёжь) — с 21 мая 2012 года, ранее в подчинении Министерства спорта, туризма и молодёжной политики Российской Федерации.

упразднённые или преобразованные
- Федеральное агентство по науке и инновациям (Роснаука) — в 2004—2010 годах; упразднено, функции переданы центральному аппарату министерства.
- Федеральное агентство по образованию (Рособразование) — в 2004—2010 годах; упразднено, функции переданы центральному аппарату министерства.
- Федеральная служба по интеллектуальной собственности, патентам и товарным знакам (Роспатент) — в 2004—2011 годах, переведена в подчинение Министерства экономического развития Российской Федерации.

## Консультативные органы
- Общественный совет при Министерстве образования и науки Российской Федерации
- Научно-методические советы Министерства образования России:[57]
  - Совет по математике[58]
  - Совет по физике
  - Совет по электротехнике и электронике

## Ведомственные награды
Приказом Министерства науки и высшего образования РФ от 14 августа  2020 года № 1020 установлены ведомственные награды  Министерства науки и высшего образования РФ :
- Золотой знак отличия Министерства образования и науки Российской Федерации
- Медаль К. Д. Ушинского
- Медаль «За безупречный труд и отличие» I, II, III степени
- Медаль Л. С. Выготского
- почётное звание «Почётный работник сферы образования Российской Федерации»[61];
- почётное звание «Почётный работник науки и техники Российской Федерации»;
- почётное звание «Почётный работник сферы воспитания детей и молодежи Российской Федерации»[62];
- нагрудный знак «За милосердие и благотворительность»;
- Почётная грамота Министерства образования и науки Российской Федерации;
- Благодарность Министерства образования и науки Российской Федерации.

Более подробная информация об основных наградах:

### Медаль Л. С. Выготского

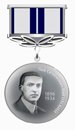
Медаль Л. С. Выготского

Медаль Л. С. Выготского — ведомственная медаль Министерства образования и науки Российской Федерации, учреждённая приказом Минобрнауки России № 546 от 12 мая 2016 года (уточнения внесены приказом № 1223 от 26 сентября 2016 года). Учреждение медали было связано с празднованием 120-летнего юбилея со дня рождения Л. С. Выготского, внёсшего значительный вклад в развитие наук о развитии человека в природе, культуре и обществе.
Порядок награждения
Медалью Л. С. Выготского награждаются граждане Российской Федерации из числа педагогических работников и деятелей в области психологических наук, имеющих ученую степень кандидата или доктора наук и осуществляющих научную или образовательную деятельность (далее — работники), внесшие значительный вклад:
в развитие культурно-исторического подхода в психологии;
в совершенствование методов психологического и педагогического сопровождения граждан;
в научно-методическое обеспечение психологической поддержки.
Медалью награждаются работники, имеющие стаж работы в области психологических наук не менее 20 лет, в том числе в представляющей к награждению образовательной или научной организации не менее 5 лет.
Описание знака награды
Медаль Л. С. Выготского имеет форму правильного круга диаметром 27 мм с выпуклым бортиком с обеих сторон высотой 0,5 мм и шириной 1 мм изготавливается из сплава нейзильбер с последующим оксидированием.
На лицевой стороне медали прямое рельефно-графическое изображение портрета Л. С. Выготского. По окружности медали с правой стороны рельефная надпись буквами «ЛЕВ СЕМЕНОВИЧ ВЫГОТСКИЙ» и обозначены годы его жизни 1896—1934.
На оборотной стороне по кругу надпись «Министерство образования и науки Российской Федерации», в центре выпуклыми заглавными буквами в 4 строки надпись «ЗА ЗАСЛУГИ В ОБЛАСТИ ПСИХОЛОГИЧЕСКИХ НАУК», снизу вверх по окружности направо и налево — по одной лавровой ветви.
Медаль при помощи ушка и кольца соединяется с четырехугольной колодкой размером 25 мм на 15 мм, обтянутой белой шелковой муаровой лентой шириной 20 мм. В середине ленты две вертикальные поперечные синие полоски шириной 3 мм, разделяемые белой полоской в 1 мм. Боковые края ленты окаймлены синей полоской шириной 1 мм. Снизу колодки — рельефное изображение лавровых ветвей. Оборотная сторона колодки представляет собой металлическую пластину с креплением в виде булавки.
См. также
- Категория:Награждённые медалью Л. С. Выготского

Ссылки
- Приказ Министерства науки и образования Российской Федерации № 546 от 12 мая 2016 года «О медали Л.С.Выготского». Электронный фонд. Дата обращения: 23 марта 2018.
- Приказ Министерства науки и образования Российской Федерации № 1223 26 сентября 2016 года «О ведомственных наградах Министерства образования и науки Российской Федерации». Электронный фонд. Дата обращения: 23 марта 2018.

### Почётный работник высшего профессионального образования Российской Федерации
Почётный работник высшего профессионального образования Российской Федерации (1999—2016) — ведомственная награда Министерства образования и науки Российской Федерации.
Награда была учреждена 13 января 1999 года приказом Министерства общего и профессионального образования России № 44 от 13.01.1999. В 2004 году в связи с переименованием министерства приказом Минобрнауки № 84 от 06.10.2004 положение было переработано и опубликовано под наименованием «Положение о знаках отличия в сфере образования и науки». Преобразована и прекратила существование в прежнем виде 26 сентября 2016 года в соответствии с Приказом Минобрнауки России № 1223 от 26.09.2016.
Порядок награждения
Награждаются работники образовательных учреждений (организаций) высшего и дополнительного профессионального образования, органов управления образованием, работники образовательных учреждений (организаций) других министерств и ведомств, а также работники предприятий, организаций, министерств и ведомств за:
- значительные успехи в организации и совершенствовании образовательного процесса в свете современных достижений науки, техники и культуры, реализации образовательных программ высшего и послевузовского профессионального образования, а также программ соответствующего дополнительного образования и переподготовки специалистов, обеспечении единства обучения и воспитания, формировании интеллектуального, культурного и нравственного развития личности;
- внедрение в образовательный процесс форм и методов организации и проведения занятий, контроля знаний и новых технологий, которые обеспечивают развитие самостоятельности студентов, индивидуализацию их обучения;
- успехи в практической подготовке студентов, аспирантов и слушателей, руководство научно-исследовательской и проектно-конструкторской деятельностью обучаемых;
- достижения в исследованиях по актуальным проблемам фундаментальных, поисковых, прикладных наук, в том числе, по проблемам образования;
- достижения в региональных, федеральных, международных образовательных и научно-технических программах и проектах, реализации региональных межвузовских программ по приоритетным направлениям науки, техники и культуры;
- успехи в разработке учебной литературы и производстве учебных пособий и оборудования;
- заслуги в подготовке и повышении педагогической и научной квалификации научно-педагогических кадров, переподготовке специалистов системы высшего и послевузовского профессионального и соответствующего дополнительного образования;
- успехи в организации финансово-хозяйственной деятельности, развитие и укрепление материально-технической и экспериментально-производственной базы учреждений (организаций) образования;
- постоянную и активную помощь образовательным учреждениям (организациям) в подготовке высококвалифицированных специалистов и развитии материально-технической базы образовательных учреждений (организаций).

Награждаются работники, имеющие стаж работы в системе соответствующего профессионального образования не менее 15 лет.
Награждение производится приказом Министерства общего и профессионального образования Российской Федерации.
Вручение нагрудного знака «Почётный работник высшего профессионального образования Российской Федерации» и соответствующего удостоверения к нему производится в торжественной обстановке по месту работы награждённого.
Привилегии награждённых
Почётным работникам высшего профессионального образования Российской Федерации работающим в образовательных учреждениях, подведомственных Министерству образования и науки Российской Федерации, может устанавливаться ежемесячная поощрительная надбавка в размере до 20 процентов включительно от должностного оклада за счет средств образовательного учреждения.
Описание знака награды
Знак награды представляет собой медаль с прикрепляемой при помощи ушка и кольца с прямоугольной колодкой размером 25 мм на 15 мм и обтянутой белой шелковой муаровой лентой. Боковые края ленты окаймлены синей поперечной полоской шириной 3 мм на расстоянии 1 мм от краев, а в середине ещё две поперечные полоски шириной 3 мм. Снизу колодки — рельефное изображение лавровых ветвей. На лицевой стороне медали имеется надпись «Почётный работник высшего профессионального образования», окаймленная с правой стороны оливковой ветвью.
Знак награды носится на правой стороне груди под государственными наградами Российской Федерации.
См. также
- Категория:Почётные работники высшего профессионального образования Российской Федерации

Ссылки
- Приказ Министерства общего и профессионального образования Российской Федерации № 44 от 13 января 1999 года. Федеральный портал «Российское образование». Дата обращения: 18 марта 2018. Архивировано из оригинала 27 февраля 2018 года.
- Положение об отраслевых наградах Министерства общего и профессионального образования. Федеральный портал «Российское образование». Дата обращения: 18 марта 2018. Архивировано из оригинала 13 марта 2018 года.
- Приказ Министерства образования и науки Российской Федерации № 84 от 6 октября 2004 года. Федеральный портал «Российское образование». Дата обращения: 18 марта 2018. Архивировано из оригинала 29 марта 2018 года.
- Положение о знаках отличия в сфере образования и науки. Федеральный портал «Российское образование». Дата обращения: 18 марта 2018. Архивировано из оригинала 13 марта 2018 года.
- Приказ Минобрнауки России № 1223 от 26 сентября 2016 года. ЗАКОНОДАТЕЛЬСТВО РФ. Дата обращения: 23 марта 2018. Архивировано из оригинала 13 марта 2018 года.